# 高等弁務官 (コモンウェルス)
イギリス連邦における高等弁務官（こうとうべんむかん、英語: High Commissioner）は、イギリス連邦加盟国間で交換される在外公館の長たる上級外交官で、一般にいう特命全権大使に相当する。イギリス連邦では、加盟国の在外公館は大使館（Embassy）ではなく高等弁務官事務所（High Commission）と呼ぶ。

## 歴史用語
大英帝国では、高等弁務官はイギリス国王の主権の下に完全に保護されているわけではない保護国や領土を管理するためにイギリス政府によって任命されていたのに対し、イギリス国王の主権下にある国王直轄植民地や自治領を管理する総督はイギリス国王によって任命されていた。
例えば、キプロスは1878年にイギリス統治下に入ったが、名目上はオスマン帝国を宗主国としたままであった。イギリス政府を代表して同地を管理していたのは高等弁務官であり、1925年に王領植民地になるときに当時の高等弁務官が初代総督となった。別の例としてはパレスチナ高等弁務官が挙げられる。
王領植民地セーシェルのように、高等弁務官は脱植民地化の最終段階で任命されることもある。1975年に当時の総督が高等弁務官に転じ、1976年の独立まで自治領となった同地を管理した。

### その他の例
外交官 (職位が成文化されるにつれて、大使や高等弁務官よりも下級の位置づけとなった) が現地の支配者の下に派遣されたのに対して、高等弁務官は現地を間接統治するイギリス政府の代理人として任命された。このため、高等弁務官は、弁理公使のように現地の支配者とその支配地域との間の外交関係の管理を担当し、数人の駐在弁務官などの代理人を配下にもつことがあった。
特に重要な地域では、総弁務官が任じられて複数名の高等弁務官や知事を統制した。例えば東南アジア総弁務官はイギリス領マラヤ、シンガポール、そしてイギリス領ボルネオを統括していた。
初代インド高等弁務官は1920年に任命されたが政治的役割は一切なく、主に「インド連邦」における経済的利益を管掌した。インド政府が初めて代理人を派遣したのは1927年で、派遣先は南アフリカであった。
自治領以外でも、南ローデシア自治植民地はロンドンの高等弁務官事務所が代表していたが、ソールズベリー (現在のハラレ) にも高等弁務官事務所が置かれていた。1965年にイアン・スミス率いる植民地政府が一方的に独立を宣言すると、ローデシア高等弁務官アンドリュー・スキーンはロンドンから追放され、その交渉相手であったジョン・ジョンストン卿はイギリス政府から解任された。

### 高等弁務官としての総督
南アフリカ高等弁務官は19世紀にケープ植民地総督も兼務するようになり、イギリス領土の管理だけでなく近隣のボーア人入植地に関することにも責任を有するようになった。
歴史的に、保護領であったベチュアナランド (現ボツワナ)、バストランド (現レソト) およびスワジランドは、南アフリカ連邦総督が1930年代までベチュアナランド、バストランドおよびスワジランドの高等弁務官も兼務していた。その後、南アフリカのイギリス高等弁務官 (1961年から大使) が代表するようになった。
シンガポールを拠点としていた海峡植民地知事はマラヤ連邦高等弁務官を兼任し、クアラルンプール統監を務めた。マレー半島の現地支配者はイギリス保護下に入った。
イギリス領西太平洋領土は、1905年から1953年まで非常勤の西太平洋高等弁務官が管轄した。最初はフィジー植民地総督が兼務し、後にその職位はソロモン諸島総督に移った。西太平洋高等弁務官は、各諸島単位で置かれた駐在弁務官や領事などの行政官 (ピトケアン諸島では治安判事) を代表していた。
ニュージーランド高等弁務官は、ピトケアン総督も兼務する。

### 自治領
自治領高等弁務官は、カナダがロンドン駐在の高等弁務官を任命したのが最初である。それ以前は、ロンドン在住のカナダ人実業家で元カナダ財務大臣ジョン・ローズ卿が1869年から1874年まで初代カナダ首相ジョン・A・マクドナルドの個人代表を務め、その後1874年から1880年までは財務弁務官の肩書で活動した。第2代カナダ首相アレキサンダー・マッケンジーは、カナダに縁のあるイギリス庶民院議員エドワード・ジェンキンスをロンドン駐在カナダ自治領代表に任命し、彼は1874年-1876年まで活動した。ジェンキンスの後任はノバスコシア州首相ウィリアム・アナンドが務めた (1876年-1878年)。マクドナルドが1878年にカナダ首相に復帰すると、彼は財務弁務官を弁理公使に格上げするようイギリス政府に要求したが、イギリス政府はそれを拒否し、代わりに高等弁務官の指名を許可した。これを受けて、カナダ政府は1880年に初代イギリス駐在カナダ高等弁務官としてアレクサンダー・ティロック・ガルトを任命した。
ニュージーランドは、1871年以来任命されていた駐在自治領代表の代わりに、1905年に高等弁務官を任命した。それに続いてオーストラリアは1910年に、南アフリカは1911年に高等弁務官を任命した。
イギリス政府は、自治領に対しては同地を管掌する総督または知事がイギリス政府を代表しているとして、高等弁務官を任命していなかった。この運用は、第一次世界大戦後、自治領の外交問題に対するより広範な統制が期待されるとともに、総督の憲法上の役割に異議が唱えられるようになったことで、さまざまな問題を顕在化させることになった。カナダでは1926年にウェストミンスター・システムにおける通例に反して、カナダ首相の議会解散・総選挙の助言を総督が拒否するというキング・ビング事件が起こり、さらに同年のイギリス帝国議会でなされたバルフォア宣言に繋がった。これは独立した自治領の総督が、イギリス政府の代表ではなく君主の個人的な代表であることを証明することになった。1930年には、オーストラリアが総督の任命においてイギリス国王はオーストラリア首相の助言に従うべきであるとして初のオーストラリア出身総督アイザック・アイザックスの任命を主張したことで、総督はイギリス本土出身者をもって任じるという慣例を打ち破った。それ以降、総督を現地出身者から選ぶことがイギリス連邦各地で一般的になった。1928年に最初の自治領駐在高等弁務官として在カナダイギリス高等弁務官が任命された。続いて1930年に南アフリカ、1936年にオーストラリア、1939年にニュージーランドにイギリス高等弁務官が派遣された。
自治領から別の自治領への高級外交使節の派遣は、1938年に南アフリカからカナダに派遣されたのが最初である。しかし、さまざまな手続き上の問題から、正式に高等弁務官に任命されたのは1945年の在カナダ南アフリカ特使であった。一方、ニュージーランドは1942年に在カナダ高等弁務官、1943年に在オーストラリア高等弁務官を任命した。
1930年代以降、イギリス連邦諸国の中で高等弁務官の称号を大使に置き換えることを希望する声がたびたび上がっているが、高等弁務官の地位と称号を大使とは別のものとして維持する意見が大勢を占めており、これが実現したことはない。

## 現在の実務慣行

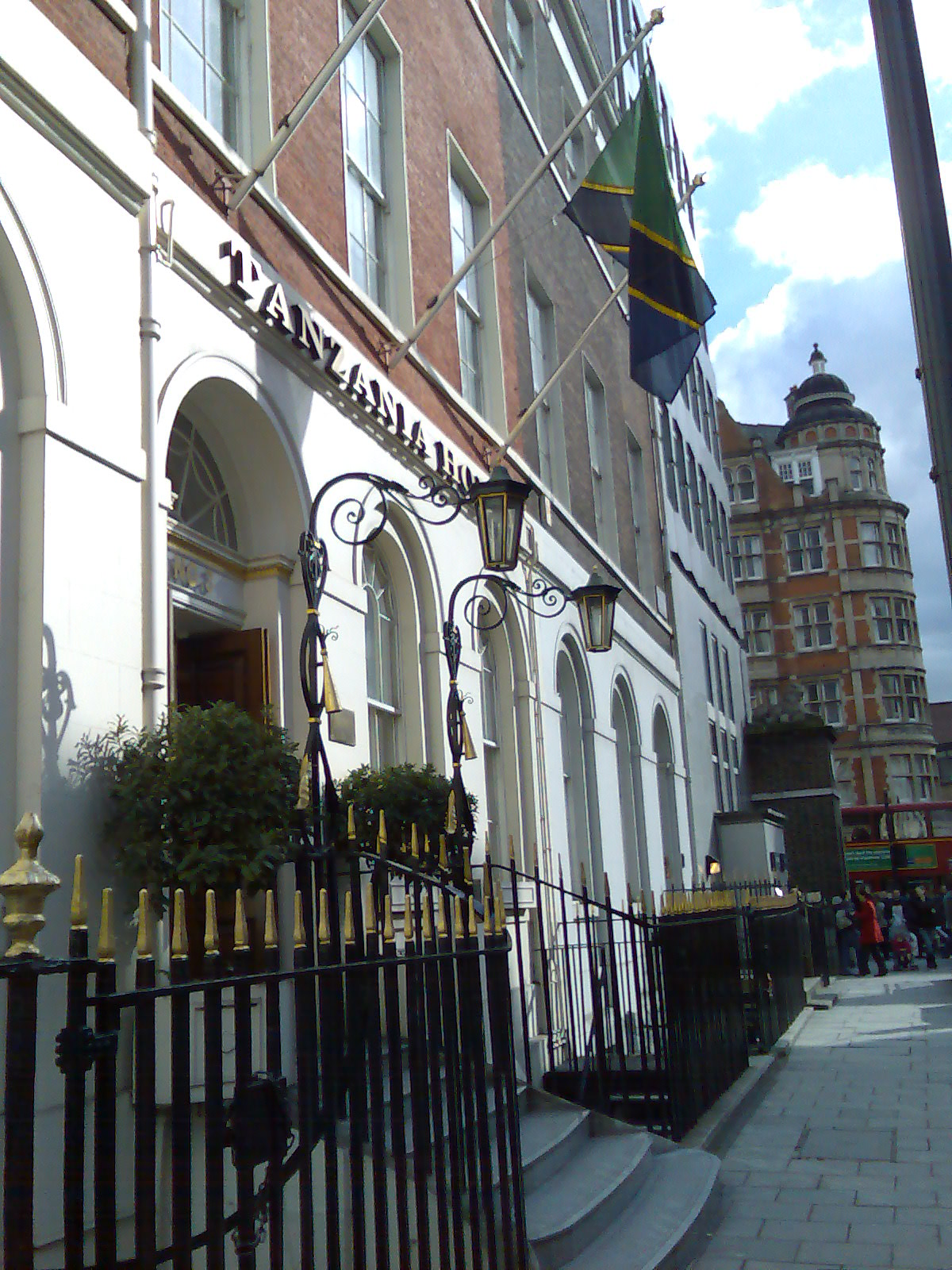
ロンドンの在イギリスタンザニア高等弁務官事務所。タンザニア・イギリスともにイギリス連邦構成国である。

16ヶ国が加盟する英連邦王国では、国家元首として英国君主 (現在はチャールズ3世) を戴き、外交関係は伝統的に政府間交流としてもたれてきた。外交関係において、高等弁務官は特命全権大使と同等の地位と役割を持つとみなされている。
英連邦王国の構成国間で交換される高等弁務官は、派遣国の行政府の長から接受国の行政府の長に宛てた、簡素で非公式な紹介状を携行する。一方、特命全権大使の場合は、派遣国の国家元首から接受国の国家元首に宛てた正式な外交文書である信任状を携行する。この違いは、高等弁務官の肩書が「連合王国における国王陛下の政府の高等弁務官（The High Commissioner for His Majesty's Government in the United Kingdom）」であるのに対して、英連邦王国外に派遣される大使の肩書が「国王陛下の特命全権大使（His Britannic Majesty's Ambassador）」であることに起因する。
歴史的経緯により、高等弁務官はイギリス連邦を構成する共和制国家やイギリス君主を戴かない君主国 (トンガやエスワティニなど独自の君主を戴く国家) にも派遣される。この場合、通常は派遣国の国家元首から接受国の国家元首に宛てて委任状が発給される。ただし、より簡素な行政府の長からの紹介状でよいとする国や、信任状とすることを望む国もある。
イギリス連邦諸国の外交使節団は大使館ではなく高等弁務官事務所と呼ばれているが、恒久的な高等弁務官事務所が置かれていない国についても高等弁務官を任命することができる。たとえば、フィジーのスバ駐在の高等弁務官は、キリバス、ツバルおよびトンガの高等弁務官を兼務している。ジンバブエは、イギリス連邦諸国として他のイギリス連邦諸国に高等弁務官事務所を設けていたが、イギリス連邦からの脱退に伴って高等弁務官事務所を大使館に切り換えた。
首都以外では、標準的な慣例はとくにない。一般にいう領事にあたる弁務官または副高等弁務官を任命することができ、領事館、弁務官事務所または副高等弁務官事務所で執務が行われる。歴史的には、イギリスの植民地では、独立したイギリス英連邦諸国は高等弁務官によって代表されていた。例えば、カナダ、オーストラリア、ニュージーランドは1947年のシンガポール独立以来同地に高等弁務官事務所を置いているほか、インドはケニア、トリニダード・トバゴおよびモーリシャスに弁務官事務所を置き、各国の独立後には高等弁務官事務所に改めている。
同様に、イギリス施政下の香港ではカナダ、オーストラリア、ニュージーランド、インド、マレーシアおよびシンガポールが弁務官事務所を置いていたが、1997年の香港返還により非イギリス連邦諸国の地方都市と同様の扱いとなって総領事館に改められ、当時の通商弁務官のロバート・コーニッシュが初代総領事となった。カナダはかつてバミューダ諸島にニューヨーク総領事が兼務する弁務官を置いていたが、現在は現地にカナダ名誉領事館を置いている。
称号としては異なるものの、イギリス連邦諸国の高等弁務官は1948年以来、他国の特命全権大使と同等の外交的地位と席次を認められており、一部の国では他国の特命全権大使以上の特権を与えられている。 例えばイギリス君主は大使よりも先に高等弁務官を接受し、新任高等弁務官を宮殿で接受するにあたって4頭立ての馬車を遣わすが、新任大使には2頭立ての馬車が遣わされる (馬車は牽く馬の数が多い方が格上とみなされる)。高等弁務官は、ホワイトホールの慰霊碑で毎年行われる第一次世界大戦戦没者追悼式典の他、王室の結婚式や国葬など、イギリスの重要な儀式にも参列する。